# مركز بيروت الدولي للإنتاج
مركز بيروت الدولي للإنتاج هي شركة إنتاج لبنانية. قامت بإنتاج الأعمال اللبنانية ودبلجة الأعمال الأجنبية.

## فيلموغرافيا

### أفلام
| العنوان         | السنة | إنتاج مشترك | ملاحظات |
| --------------- | ----- | ----------- | ------- |
| موكب الإباء     | 2005  |             |         |
| خلة وردة        | 2011  |             |         |
| القنينة السحرية | 2016  |             |         |
| كنز قارون       | 2016  |             |         |

### تلفاز
| العنوان       | السنة     | إنتاج مشترك | ملاحظات |
| ------------- | --------- | ----------- | ------- |
| الغالبون      | 2011-2012 |             |         |
| قيامة البنادق | 2013      |             |         |
| ملح التراب    | 2014      |             |         |
| درب الياسمين  | 2015      |             |         |

### الدبلجة
- المختار الثقفي
- يوسف الصديق

## وصلات خارجية
- مركز بيروت الدولي للإنتاج على موقع IMDb (الإنجليزية)
- مركز بيروت الدولي للإنتاج في قاعدة بيانات الأفلام على الإنترنت